# Vištuk
Vištuk (allemand : Wischteich ) est un village de Slovaquie situé dans la région de Bratislava.

## Histoire
Première mention écrite du village en 1244.

## Démographie

### Évolution de la population
| Année:               | 1994. | 2004.   | 2014.   | 2024.   |
| -------------------- | ----- | ------- | ------- | ------- |
| Nombre de personnes: | 1297  | 1382    | 1307    | 1365    |
| Différence:          |       | +6,55 % | -5,42 % | +4,43 % |

| Année:               | 2023. | 2024.   |
| -------------------- | ----- | ------- |
| Nombre de personnes: | 1382  | 1365    |
| Différence:          |       | -1,23 % |